# 西充文廟
西充文廟位於四川省南充市西充縣，文物遺址年代判定為明至清。2007年6月1日公佈為四川省第七批文物保護單位。2013年3月5日列為第七批全國重點文物保護單位。